# Уврнути
Уврнути (енгл. Cracked) је канадска драмска телевизијска серија о криминалу која jе премијерно емитована од 8. јануара до 25. новембра 2013. године. Аутор серије је Трејси Форбес, а извршни продуценти су Петар Рајмонт и Џенис Дејв.

## Синопис
Серија прати новоформирану јединицу за психичке злочине у оквиру канадске полицијске управе коју води искусни службеник ЕТС-а, детектив Ејдан Блек (Давид Сатклиф). Тим полицајаца и психијатара реагује на бизарне и застрашујуће кризе и решавају упечатљиве случајеве који укључују емоционално узнемирене криминалце, жртве и сведоке.

## Улоге
- Давид Сатклиф - детектив Ејдан Блек : учествовао је у две фаталне пуцњаве, које су у испитивањима оправдане, али су му као последицу „оставиле" посттрауматски стресни поремећај. Премештен је у нову јединицу за психичке злочине, где је сарађивао са психијатром Ридлијем. Био је у вези са детективком Лиз Лит, на почетку прве сезоне пати због раскида. У четвртој и петој епизоди проводе ноћ заједно што га наводи да посумња да ће опет бити заједно, али Лиз му говори да они немају заједничку будућност. Ејдан одбија да поверује у то тешући се да Лиз и даље има кључ од његовог стана, али она тврди да га није вратила како би могла понекад да га очисти. На крају пете епизоде оставља му кључ у стану.
- Стефани Фетен - психијатар Данијела Ридли : (прва сезона) је напустила престижно место у болници Светог Стефана након везе и раскида са шефом психијатрије и придружила се јединици за психичке злочине и кризе са испектором Калигром. Након што се детектив Блек враћа на посао, од Данијеле се тражи да „пази" на њега. Она се труди да одради посао који је добила, све до десете епизоде, када то Ејдан сазнаје. Он се осећа издано и тражи новог партнера. У осталим епизодама, до последње, њен партнер је Попи Виснефски.
- Луиза Доливеира - детектив Попи Виснефски : млади, цинични, нестрпљиви официр чији су мотиви за ангажовање у тиму повезани са каријером јер је то „корак до убиства". Она је ћерка полицајца, има браћу и сестре. Провела је живот покушавајући да докаже да може бити као њена браћа.
- Дајо Аде - Лео Бекет : саосећајан психијатријски медицински брат из ургентних амбуланта и градских менталних болница. Он је партнер детектива Виснефског.
- Карен Лебранк - инспектор Дијана Калигра : са доктором Ридлијем је поставила јединицу и надгледала је њено деловање решавајући сваки случај у који је уплетена емоционално узнемирена особа.
- Мејко Нгујен - детектив за убиства Лиз Лит : Ејданова дугогодишња девојка и колега. Након раскида се одселила.
- Пол Поповиш - доктор Шон Макреј : шеф психијатрије у болници Светог Стефана, где је доктор Ридли радио. Раније су они били у дисфункционалном односу.
- Брук Невин - психијатар Клара Малон : (друга сезона) је нови запослени у јединици за психичке злочине.

## Продукција
Серија је најављена у мају у оквиру јесење-зимског распореда КБК-а, који је садржавао само три нове емисије. Главни снимак је почео у Торонту у јулу 2012. године.
КБК је 2. априла 2013. године, најавио другу сезону Уврнутих, која је почела са емитовањем 30. септембра 2013. године. Брук Невин је представљена као нови психијатар 22. маја 2013. године.
КБК је 17. марта 2014. године отказао серију због смањења буџета.

## Епизоде

### Прва сезона (2013)
| Број | Наслов                  | Режирао        | Написао                          | Гледаоци | Оригинални датум  |
| ---- | ----------------------- | -------------- | -------------------------------- | -------- | ----------------- |
| 1    | Како светлост улази     | Тим Сутхам     | Трејси Форбс                     | 564,000  | 8. јануар 2013.   |
| 2    | Погинули                | Филип Иарншо   | Денис Фун и Џенет Маклејн        | TBA      | 15. јануар 2013.  |
| 3    | Шта не можемо да видимо | Брус Макдоналд | Трејси Форбс                     | TBA      | 22. јануар 2013.  |
| 4    | Бели витез              | Филип Иарншо   | Алан Макалок                     | TBA      | 29. јануар 2013.  |
| 5    | Нема повратка путника   | Брет Саливан   | Брус М. Смит                     | TBA      | 5. фебруар 2013.  |
| 6    | Дух у гостима           | Дон Макбриарти | Сандра Шваиалковска              | TBA      | 12. фебруар 2013. |
| 7    | Ракетни човек           | Брус Макдоналд | Патрик Тар                       | TBA      | 19. фебруар 2013. |
| 8    | Парада                  | Ана Велер      | Патрик Тар                       | TBA      | 26. фебруар 2013. |
| 9    | Цветови трешње          | Џим Донован    | Алан Макалок и Александра Миршеф | TBA      | 19. март 2013.    |
| 10   | Истрага                 | Стив Димарко   | Алан Макалок                     | 436,000  | 26. март 2013.    |
| 11   | Ноћни терори            | Дон Макбриарти | Сандра Шваиалковска              | TBA      | 2. април 2013.    |
| 12   | Стари војник            | Стив Димарко   | Брус М. Смит                     | TBA      | 9. април 2013.    |
| 13   | Светлост у црном        | Дон Макбриарти | Мет Дојл и Трејси Форбс          | 526,000  | 16. април 2013.   |

### Друга сезона (2013–14)
| Број | Наслов    | Режирао        | Написао                    | Гледаоци | Оригинални датум    |
| ---- | --------- | -------------- | -------------------------- | -------- | ------------------- |
| 1    | Лабудови  | Брус Макдоналд | Брус М. Смит               | 809,000  | 30. септембар 2013. |
| 2    | Цена      | Дон Макбриарти | Дејвид Барлоу              | TBA      | 7. октобар 2013.    |
| 3    | Увала     | Дон Макбриарти | Елен Ванстоун              | TBA      | 14. октобар 2013.   |
| 4    | Лица      | Брус Макдоналд | Патрик Тар                 | TBA      | 21. октобар 2013.   |
| 5    | Издржати  | Норма Бејли    | Карен Маклелан             | TBA      | 28. октобар 2013.   |
| 6    | Дух плеса | Џим Донован    | Лори Финстад-Книжник       | TBA      | 4. новембар 2013.   |
| 7    | Скривање  | Суџ Садерланд  | Патрик Тар и Елен Ванстоун | TBA      | 18. новембар 2013.  |
| 8    | Гласови   | Џим Донован    | Брус М. Смит               | TBA      | 25. новембар 2013.  |

## Емитовање
Најавили су 15. јануара 2013. године продају серије од стране немачког дистрибуитера у Француској. Уврнути су емитовани на каналу Д8, петком у 20.45, од 19. априла 2013. године.
Прва сезона премијерно је емитована у Сједињеним Америчким Државама 30. августа 2013. године, а друга сезона је откупљена за 2014. годину.